# Circondario di Aue-Schwarzenberg
Il circondario di Aue-Schwarzenberg (in tedesco Landkreis Aue-Schwarzenberg) era un circondario della Sassonia di 129 246 abitanti, che aveva come capoluogo Aue.
Il 1º agosto 2008 è stato unito ai circondari di Annaberg, Monti Metalliferi Centrali e Stollberg per formare il nuovo circondario dei Monti Metalliferi.

## Città e comuni
(Abitanti al 31 dicembre 2006)
| Città 1. Aue (18.209) 2. Eibenstock (6.440) 3. Grünhain-Beierfeld (6.603) 4. Johanngeorgenstadt (5.199) 5. Lauter/Sa. (4.927) 6. Lößnitz (10.184) 7. Schneeberg (16.380) 8. Schwarzenberg/Erzgeb. (18.207) | Comuni 1. Bad Schlema (5.451) 2. Bernsbach (4.562) 3. Bockau (2.600) 4. Breitenbrunn/Erzgeb. (4.520) 5. Markersbach (1.894) 6. Pöhla (1.267) 7. Raschau (3.948) 8. Schönheide (5.283) 9. Sosa (2.137) 10. Stützengrün (3.771) 11. Zschorlau (5.847) |